# 博労町駅
博労町駅（ばくろうまちえき）は、鳥取県米子市博労町一丁目にある、西日本旅客鉄道（JR西日本）境線の駅である。妖怪の名前から取られた愛称はコロポックル駅である。

## 歴史

### 年表
- 1952年（昭和27年）7月1日：境線米子駅 - 後藤駅間に新設[1]。
- 1987年（昭和62年）4月1日：国鉄分割民営化に伴い、西日本旅客鉄道（JR西日本）の駅となる[1]。
- 1993年（平成5年）3月上旬：乗車駅証明書発行機設置、使用開始[3]。
- 2019年（平成31年）3月16日：車載型IC改札機導入により、ICカード「ICOCA」の利用が可能となる[4][5]。

### 駅名の由来
江戸時代にかつてこの地に牛や馬の売買を営んでいた「博労」（当時の職業で、「馬喰」とも書く）が多く住んでいたことにちなむ。

## 駅構造
境港方面に向かって右側に単式ホーム1面1線を有する地上駅（停留所）。駅舎は無く、直接ホームに入る形となっており、待合所の中に自動券売機がある。
米子駅管理の無人駅。平日朝の時間帯に限り、JR西日本駅係員が派遣され、改札業務を行っている（※東山公園駅、越前花堂駅も同様）。当駅周辺には高校が複数ある（後述）。

## 利用状況
| 1日乗降人員推移 | 1日乗降人員推移 |
| 年度            | 1日平均人数     |
| --------------- | --------------- |
| 2007年          | 506             |
| 2008年          |                 |
| 2009年          |                 |
| 2010年          |                 |
| 2011年          | 466             |
| 2012年          | 497             |
| 2013年          | 467             |
| 2014年          | 448             |
| 2015年          | 444             |
| 2016年          | 458             |
| 2017年          | 445             |
| 2018年          | 470             |

## 駅周辺

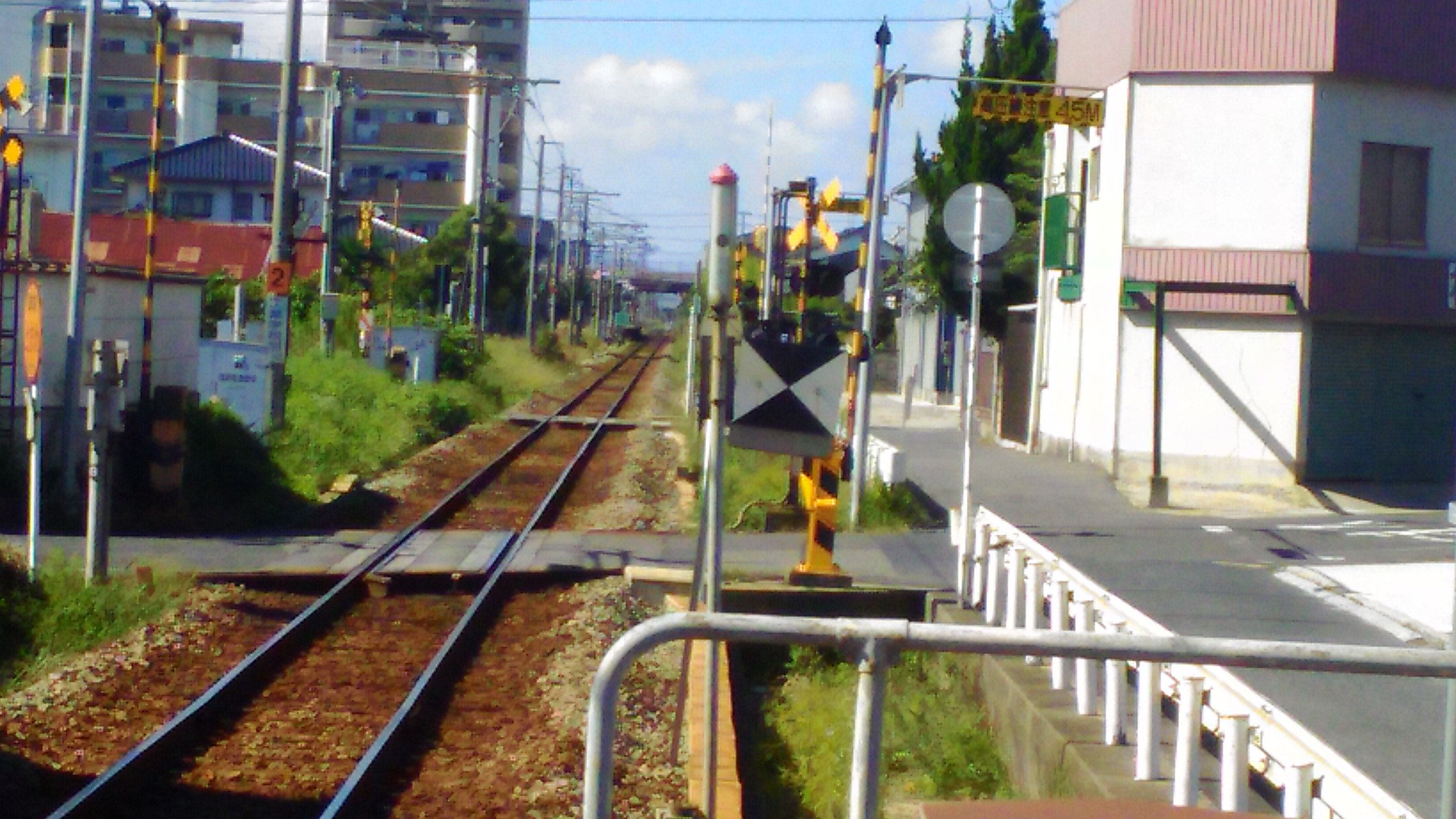
博労町駅から富士見町駅を見る
奥に見える高架橋の手前、
線路の左側に見えるのが富士見町駅

隣駅の富士見町駅との駅間距離は営業キロが0.5kmに設定されているが、実際の距離（実キロ）は約420mであり、JR全路線の中で実質的な最短駅間距離である。
- 米子博労町郵便局
- 鳥取県立米子東高等学校[2]
- 鳥取県立米子工業高等学校
- 国道181号
- 米子市立啓成小学校
- 国道183号
- 国道482号
- 鳥取県道・島根県道102号米子広瀬線

### バス路線
最寄バス停は西に約300mの国道181号沿いにある「糀町」バス停で、日ノ丸自動車・日本交通が停車する。

## 隣の駅
西日本旅客鉄道（JR西日本）
 境線
米子駅（ねずみ男駅） - 博労町駅（コロポックル駅） - 富士見町駅（ざしきわらし駅）